# Wiesenbrücke (Schopfheim)
Die Wiesenbrücke in Schopfheim ist eine 1911/1912 errichtete Straßenbrücke über den Fluss Wiese. Trotz ihrer vergleichsweise geringen Länge von 40 Metern gilt sie aufgrund ihrer Bauform als außergewöhnliche Ingenieurleistung ihrer Zeit.

## Geschichte
Nachdem lange Jahre zwischen Schopfheim und dem am Berg Entegast gelegenen Stadtwald eine Holzbrücke mit drei Bogenfeldern gestanden hatte und diese 1907 zum wiederholten Mal durch ein Hochwasser beschädigt worden war, entschloss sich der Gemeinderat zu einem Brückenneubau aus Beton. Den Entwurf fertigte der Ingenieur Friedländer vom Freiburger Büro Brenzinger & Cie. an. Aufgrund guter Gründungsmöglichkeiten am Ufer entschied man sich für einen sehr flachen Bogen. Zur Ausführung kam es in den Jahren 1911 bis 1912. Im Laufe der Jahre traten Korrosionsschäden an der Bewehrung auf, da man eine zu geringe Betondeckung gewählt hatte. Nach einer unsachgemäßen Sanierung in den 1960er Jahren war das Bauwerk in den 1990er Jahren in einem sehr schlechten Zustand, so dass es in den Jahren 1994 bis 1995 grundlegend saniert werden musste. Nachdem Fritz Leonhardt die Brücke als besondere Ingenieurleistung und damit als erhaltenswertes Baudenkmal eingestuft hatte, gewährte das Landesdenkmalamt einen Zuschuss für die Sanierungsmaßnahmen.

## Lage und Beschreibung
Die Brücke westlich des Zentrums von Schopfheim überquert die Wiese, die in diesem Abschnitt eher seicht verläuft, von Norden nach Süden. Der Hebel-Wanderweg verläuft über die Wiesenbrücke, an deren Ufer sich eine Station befindet.

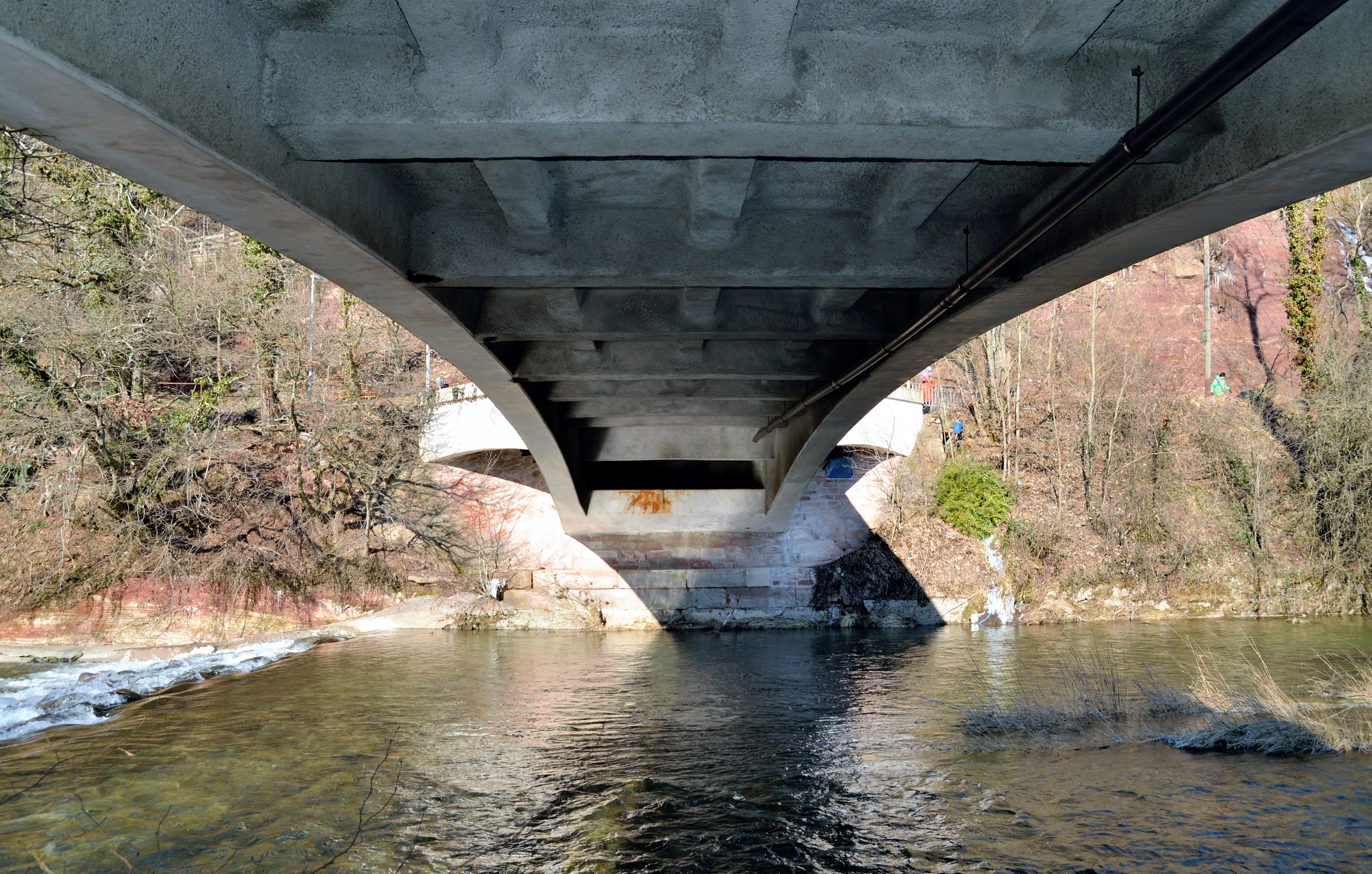
Blick unter die Brückentrasse

Die rund 40 Meter lange Brücke ist 5,60 Meter breit und etwa vier Meter hoch. Als Hauptträger dient ein Zweigelenkbogen aus bewehrtem Beton, der im mittleren Teil als Brüstung über der Fahrbahn hochgezogen ist. Der Bogen weist bei einer Spannweite von 34,80 Metern eine Höhe von 2,40 Meter auf, was auch für moderne Verhältnisse ungewöhnlich ist. Um Biegezwang zu vermeiden, wurden an den Kämpfern Gelenke aus Beton eingesetzt. Diese weisen eine Spiralbewehrung auf, die für die damalige Zeit neuartig war. Die Fahrbahn wird von dreistegigen Plattenbalken mit Querrippen getragen, die zwischen den Hauptträgern aufliegen. Auf der in Flussrichtung rechten Uferseite ist die Brücke für die bessere Verkehrsführung beidseitig verbreitert.
Während die rechte Uferseite von Felsen dominiert wird und der Brücke ausreichend Halt liefert, musste am linken Ufer die Gründung 9,50 Meter unterhalb des Fahrbahnprofils vorgenommen werden und damit drei Meter tiefer als geplant. Für ein sicheres Fundament wurde die Sohle hier sägezahnförmig ausgebildet.